# Albert Scharf
Albert Scharf (* 28. Dezember 1934 in München; † 25. September 2021) war ein deutscher Medienmanager und von 1990 bis 2002 Intendant des Bayerischen Rundfunks.

## Leben
Scharf studierte Jura, Geschichte und Philosophie an der Ludwig-Maximilians-Universität München. Hier wurde er auch 1954 Mitglied der katholischen Studentenverbindung KDStV Aenania München im CV. Später wurde er noch Mitglied der KDStV Winfridia (Breslau) Münster und der KAV Capitolina Rom. Seine Karriere startete er im Bayerischen Staatsministerium der Finanzen. 1966 wurde er auf Vorschlag des BR-Intendanten Christian Wallenreiter Juristischer Direktor des Bayerischen Rundfunks. 1973 bis 1990 war er zusätzlich Stellvertreter des amtierenden Intendanten Reinhold Vöth. Im März 1990 wurde er selbst Intendant des BR, mit zweimaliger Wiederwahl, bis zum 1. Januar 2002. Unter seiner Verantwortung wurden unter anderem im Hörfunk der Nachrichtenkanal B5 aktuell sowie im Fernsehen der Bildungskanal BR-alpha eingerichtet.
Zudem hat Scharf zahlreiche weitere Ämter in der deutschen und europäischen Medienlandschaft innegehabt, beispielsweise als Vorsitzender der ARD (1995–1997). Er war zudem Präsident der Europäischen Rundfunkunion (EBU), der als erster und bisher einziger Deutscher von den 70 nationalen Rundfunkorganisationen aus 50 europäischen Ländern dieses Amt 18 Jahre lang bekleidete. Zuvor hatte er sich jahrelang als ARD-Vertreter im EBU-Verwaltungsrat für das europäische Rundfunkwesen engagiert.
Albert Scharf hat sich zeitlebens in verschiedenen nebenamtlichen kulturellen und akademischen Ämtern engagiert. Er war Lehrender (1967–2001), Präsident und Rektor (1996–2003) der Hochschule für Fernsehen und Film München, Vorsitzender des Kuratoriums der Ludwig-Maximilians-Universität und Mitglied im Hochschulrat der Hochschule für Musik und Theater München. Seit 2002 war Albert Scharf Ehrenpräsident der Stiftung Europäisches Haus – Konzerthaus Passau. Ehrenamtlich unterstützte Scharf als Mitglied die Katholische Akademie in Bayern und als Kuratoriumsmitglied die Freunde des Münchener Bach-Chores. Ferner war er Erster Vorsitzender des Kuratoriums des Instituts für Bayerische Geschichte an der LMU. Von 1991 bis 2012 gehörte Scharf dem Vorstand des Bayerischen Landesvereins für Heimatpflege an, von 2008 bis 2012 als stellvertretender Vorsitzender.
Scharf war Mitherausgeber der Zeitschrift für Urheber- und Medienrecht (ZUM) sowie der Sammlung Delp Recht der Publizistik. Ferner war er Autor von rund 40 Aufsätzen zu medienpolitischen und medienrechtlichen Fragen in diversen Fachpublikationen.
Zuletzt lebte Scharf in München und im Burgund, Frankreich. Er starb im September 2021 im Alter von 86 Jahren.

## Ehrungen und Auszeichnungen
Scharfs Verdienste wurden mehrfach ausgezeichnet. Unter anderem erhielt der bekennende Christ den Romano-Guardini-Preis der Katholischen Akademie in Bayern, 1978 den Bayerischen Verdienstorden. 1999 erhielt er die Carl-Orff-Medaille. 2005 wurde er mit dem Großen Verdienstkreuz mit Stern des Verdienstordens der Bundesrepublik Deutschland geehrt. 2005 erhielt er den Preis der Bayerischen Volksstiftung. 2006 wurde er von Papst Benedikt XVI. zum Berater des vatikanischen Medienrates ernannt. 2001 erhielt er das Komturkreuz vom Verdienstorden der Republik Polen.

## Zitate
„,Wir sollten uns besinnen, was unsere eigene Kultur, die des ehedem christlichen Abendlandes, wirklich ausmacht. Dies würde uns zu einer selbstsicheren, aber offenen und friedlichen Toleranz befähigen‘, so Scharf. Der 11. September zeige, wie brüchig und zerstörbar unsere säkulare Welt sei, die Erfolg und Glück allein in Geld messe. Die Anschläge, aber auch Wirtschaftsprobleme, Naturkatastrophen, Morde und Kriege ängstigten die Menschen, viele fühlten sich bedroht und preisgegeben. Wer Gott in sein eigenes Leben zurückhole, könne aber trotz aller Ungewissheit neue Zuversicht schöpfen.“

## Veröffentlichungen
- mit Michail Fedotov: Medienrecht im Vergleich Deutschland–Russland. Königshausen & Neumann, 2004, ISBN 3-8260-2943-7.
- mit Fritz Resch: Das Ramsauer Brauchtum im Ablauf des Kirchenjahres. Berchtesgadener Anzeiger, 2005, ISBN 3-925647-39-2.